# 第10潜水艦師団 (ロシア海軍)
第10潜水艦師団（10-я Дивизия подводных лодок）は、ロシア海軍太平洋艦隊に所属する師団級部隊。オスカー型原子力潜水艦、アクラ型原子力潜水艦、ヤーセン型原子力潜水艦を装備する。カムチャツカのルイバチー港（ヴィリュチンスク市）が母港。
1955年に一度第10潜水艦師団が編成されているが、現在の師団はそれとは別物である。

## 沿革
- 1967年7月31日：第15潜水艦戦隊において師団編成。
- 1973年11月：第15戦隊改編により、第2潜水艦小艦隊に所属。
- 1998年5月1日：第2小艦隊改編により、北東軍集団第16潜水艦戦隊に所属。

## 装備
- プロジェクト949Aオスカー型原子力潜水艦
  - K-173クラスノヤルスク　-　退役
  - K-132イルクーツク
  - K-456ヴィリュチュンスク
  - K-186オムスク
  - K-150トムスク
  - K-442チェリャビンスク

- プロジェクト971アクラ型原子力潜水艦
  - K-284アクラ　-　退役
  - K-391ブラーツク　-　退役
  - K-331マガダン
  - K-419クズバス
  - K-295サマーラ
  - K-263バルナウル　-　退役
  - K-322カシャロート　-　退役

- ヤーセン型原子力潜水艦
  - K-573ノボシビルスク
  - K-571クラスノヤルスク

## 歴代師団長
| 職名   | 就任年                | 氏名                         | 階級 |
| ------ | --------------------- | ---------------------------- | ---- |
| 師団長 | 1967年7月 - 1971年    | アルカジー・ガンリオ         | 少将 |
| 師団長 | 1971年 - 1975年       | ヴィクトル・ベラシェフ       | 少将 |
| 師団長 | 1975年 - 1977年8月    | アナトーリー・ルツキー       | 少将 |
| 師団長 | 1977年8月 - 1982年8月 | アリフレド・ベルジン         |      |
| 師団長 | 1982年8月 - 1985年    | ニコライ・アルカエフ         | 少将 |
| 師団長 | 1985年 -              | アナトーリー・カマリツィン   |      |
| 師団長 | 1989年 - 1991年       | ワレーリー・ドロギン         |      |
| 師団長 | 1991年 - 1994年       | グリゴリー・バタコフ         |      |
| 師団長 | 1994年 - 2000年       | イリヤ・コズロフ             | 少将 |
| 師団長 | 2000年 - 2002年       | ニコライ・コワレフスキー     | 少将 |
| 師団長 | -                     | ウラジーミル・グリシェチキン | 少将 |